# Buda (Lespezi), Iași
Buda este un sat în comuna Lespezi din județul Iași, Moldova, România.